# Phạm Tịnh sơn
Phạm Tịnh sơn (tiếng Trung: 梵净山) là một ngọn núi thuộc các huyện Ấn Giang, Tùng Đào và Giang Khẩu, địa cấp thị Đồng Nhân, tỉnh Quý Châu, Trung Quốc. Đỉnh núi chính của nó, Phượng Hoàng sơn (2.570 mét) là điểm cao nhất của Dãy núi Vũ Lăng. Nơi đây giàu về tài nguyên thiên nhiên động thực vật hoang dã, đặc biệt là nhà của loài Voọc mũi hếch xám. Cảnh quan núi non tự nhiên không chịu ảnh hưởng từ con người cùng với việc hệ sinh thái vùng núi ẩm nhiệt đới được bảo tồn tốt. Phạm Tịnh sơn nổi tiếng với đỉnh núi "đá nấm" của nó, được biết đến như là cảnh quan nổi bật hiếm hoi. Ngọn núi nằm trong Khu bảo tồn thiên nhiên Phạm Tịnh sơn được UNESCO công nhận là khu dự trữ sinh quyển thế giới vào năm 1986, một Di sản thế giới vào năm 2018. Đây là một ngọn núi thiêng trong Phật giáo Trung Quốc, được coi là đạo tràng của Đức Phật Di-lặc.

## Địa lý và khí hậu
Phạm Tịnh sơn nằm ở phía đông bắc của tỉnh Quý Châu, với đỉnh cao nhất là Phượng Hoàng cao 2.570 mét, xung quanh là các ngọn đồi thấp. Nó rộng 28,74 km từ đông sang tây và dài 36,74 km từ nam ra bắc. Ngọn núi nằm ở trung tâm của vùng cận nhiệt đới và trong vùng chuyển tiếp từ Cao nguyên Vân-Quý đến những ngọn núi tương đối cao ở phía tây tỉnh Hồ Nam. Khu vực này có sông Ô và sông Nguyên chảy qua.
Do nằm ở khu vực gió mùa Đông Á, trung tâm của vùng cận nhiệt đới Á-Âu và độ cao chênh lệch lớn, Phạm Tịnh sơn có khí hậu nhiệt đới ẩm ướt.

## Động thực vật
Về thực vật, tại đây có 49 loài được liệt kê trong sách đỏ của IUCN, 81 loài trong phụ lục của công ước CITES và 37 loài trong danh sách đỏ quốc gia bao gồm một số loài như Abies fanjingshanensis (Lãnh sam Phạm Tịnh sơn, một loài bị đe dọa chỉ có ở dãy núi Vũ Lăng), Bretschneidera sinensis (Chuông đài), Panax zingiberensis (một loại Tam thất đặc hữu tại Trung Quốc), Corybas fanjingshanensis (Lan Phạm Tịnh sơn, một loài lan nhỏ đặc hữu) và Davidia involucrata (Củng đồng, một loài có nguồn gốc từ Tây Nam Trung Quốc).
Về động vật, nơi đây là nơi trú ẩn cho nhiều loài động vật hoang dã đặc hữu và có nguy cơ tuyệt chủng, trong đó có 35 loài được liệt kê trong Danh lục Sách đỏ IUCN, 32 loài được được mô tả trong phụ lục của CITES, 38 loài trong sách đỏ quốc gia như Rhinopithecus brelichi (Voọc mũi hếch xám), Macaca thibetana (Khỉ đuôi ngắn Tây Tạng), Leptobrachium boringii (Cóc bùn Nga My, một loài chỉ được tìm thấy ở Tứ Xuyên, Quý Châu và Hồ Nam), Moschus berezovskii (Hươu xạ lùn), Viverra zibetha (Cầy giông), Neofelis nebulosa (Báo gấm), Muntiacus reevesi (Mang Reeves, loài đặc hữu của Phạm Tịnh sơn), Megophrys binlingensis (Ếch sừng châu Á, loài đặc hữu).